# Heinkel He 280
Heinkel He 280 bylo německé proudové stíhací letadlo z období druhé světové války, které mělo na svém kontě hned několik světových prvenství. Bylo totiž první svého druhu, které nebylo stavěné jen jako experimentální, a tak si mohlo dělat nárok na titul prvního bojového proudového letadla na světě, a to ještě dvoumotorového. Přestože výsledky testů byly velmi slibné a jednalo o plnohodnotný bojový stroj, nevzbudil zájem z oficiálních míst, protože tehdy se ještě vedení německé armády domnívalo, že vítězství je na dosah, a tak odmítli něco, co by nemohli ihned nasadit.

## Vývoj
První prototyp He 280 V1 (DL+AS) byl dokončen a poprvé vyzkoušen ve zkušebním středisku v Rechlinu jako kluzák 11. září 1940 ve vleku za letounem Heinkel He 111. Za řízení prvního prototypu usedl Flugkapitän Paul Bader. Do 17. března 1941 provedl He 280 V1 41 bezmotorových letů, poté proběhla instalace odstředivých motorů HeS 8 A (tah 585 kg). Po 9. dubnu 1941, kdy firma Heinkel koupila podnik Hirth v Zuffenhausenu, nesly motory HeS 8 A konstruktéra Hanse-Joachima Pabst von Ohaina označení Heinkel-Hirth 001. V případě He 280 V1 šlo prozatím pouze o pozemní otestování palivové soustavy a motorových gondol. První samostatný proudový let vykonal až po druhém prototypu 1. dubna 1941, po němž pokračoval ve zkouškách. V listopadu 1942 byl přepraven do zkušebního střediska v Rechlinu, kde první prototyp v lednu 1942 procházel testy s pohonem čtyř pulzačních motorů Argus As 014 s tahem po 1,47 kN. Tyto pohonné jednotky, schopné naskočit až při určité dopředné rychlosti, způsobily nutnost dostávat He 280 V1 do vzduchu ve vleku za He 111H. Již při prvním takovém letu došlo k závadě vlečného zařízení a zkušební pilot firmy Argus Flugkapitän Schenk byl nucen stroj opustit ve výšce 2 400 m pomocí vystřelovacího sedadla, kterým byl stroj vybaven. Zapsal se tak do historie jako první letec, který tak učinil nedobrovolně v nouzi.
První samostatný proudový let He 280 proběhl 30. března 1941 s druhým prototypem He 280 V2 (GJ+CA), pilotovaným Flugbaumeisterem Fritzem Schäferem. 5. dubna 1941 do jeho kabiny usedl P. Bader, zastupující zkušební piloty Luftwaffe, aby stroj předvedl zástupcům Říšského ministerstva letectví (RLM). V létě 1942 byl vývojový program přenesen z Marienehe do Vídně-Schwechatu, kde byl V2 vybaven dvojicí proudových motorů Jumo 004 A o tahu po 8,164 kN. V červenci byla do tohoto prototypu instalována výzbroj tvořená třemi kanóny MG 151 ráže 20 mm.
Dne 5. července 1942 F. Schäfer poprvé odstartoval s třetím prototypem He 280 V3 (GJ+CB). 8. února 1943 byl nucen po odtržení lopatky turbíny u pravého motoru nouzově přistát se zataženým podvozkem. Téměř nepoškozený V3 již 11. února opět létal. Nedlouho poté přejel Schäfer při startu vzletovou dráhu a letoun skončil nepoškozen v zamrzlém poli.
Další prototyp He 280 V4 (GJ+CC) poháněla dvojice proudových motorů BMW 003 A-0, pátý vyrobený He 280 V5 (GJ+CD) pak vzlétal pomocí motorů Heinkel-Hirth 001.
He 280 V6 (NU+EA) s motory Jumo 004 byl testován v Rechlinu jako vzorový letoun stíhací-bombardovací verze He 280 B-1. Hlavňovou výzbroj tvořily tři kanóny MG 151 ráže 20 mm.
Plánovaná výzbroj zahrnovala čtyři 20mm kanóny MG 151/20 (později ve verzi He 280 B dokonce šest + 500 kg pum). K plánovanému bojovému nasazení ale nakonec nedošlo, přestože cvičný souboj se soudobým vrtulovým stíhačem Focke-Wulf Fw 190 znamenal pro proudový letoun jasné vítězství.
Navíc se ukázalo, že souběžně vyvíjený Messerschmitt Me 262 bude mít lepší výkony a tak RLM nařídilo firmě Heinkel zastavení vývojových prací.

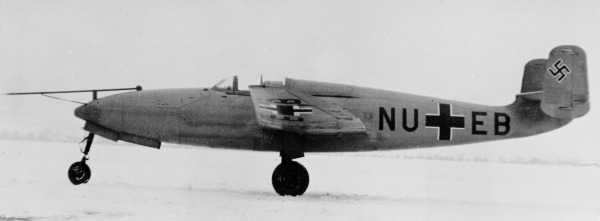
He 280 V7 (NU+EB)

Prototyp He 280 V7 (NU+EB) sloužil ke zkouškám jako kluzák, později byl vybaven motory Heinkel-Hirth 001, se kterými létal do února 1944.
He 280 V8 (NU+EC) měl motýlkovité ocasní plochy a motory Jumo 004. Jeho první let proběhl 19. července 1943. Po deseti zkušebních letech byly pohonné jednotky demontovány a od listopadu 1944 osmý prototyp létal jako kluzák.
He 280 V9 (NU+ED) byl dokončen v srpnu 1943 a sloužil v Rechlinu ke zkouškám motorů BMW 003 A-1. Od května 1944 byl tento stroj vybaven motory BMW 003 E a testován na letišti Vídeň-Schwechat.

## Specifikace (He 280 V6)

### Technické údaje
- Posádka: 1
- Rozpětí: 12,20 m
- Délka: 10,40 m
- Výška: 3,06 m
- Hmotnost prázdného letounu: 3920 kg
- Vzletová hmotnost: 5164 kg
- Motory: 2× proudový motor Junkers Jumo 109-004A
- Tah motoru: 8,173 kN

### Výkony
- Maximální rychlost u hladiny moře: 751 km/h
- Maximální rychlost ve výšce 8500 m: 810 km/h
- Počáteční stoupavost: 21 m/s
- Praktický dostup: 11 400 m
- Dolet: 650 km

### Výzbroj
- 3 × kanón MG 151 ráže 20 mm v přídi trupu